# Sociaal-anarchisme
Het sociaal-anarchisme is een verzamelterm die een aantal stromingen van het anarchisme omvat. Deze term wordt op verschillende wijze gebruikt. Ferdinand Domela Nieuwenhuis gebruikt het woord sociaal-anarchisme als synoniemen voor anarchisme en voor libertair socialisme. Echter Daniel Guerin maakt juist onderscheid tussen sociaal-anarchisme en individueel-anarchisme, waarbij het mutualisme, collectief-anarchisme en anarchocommunisme onder de verzamelterm sociaal-anarchisme vallen.

## Geschiedenis
De Italiaanse anarchist Errico Malatesta (1853-1932) schreef aan het einde van de negentiende eeuw er het volgende over: "Wij zijn begonnen ons socialistische anarchisten te noemen, in de wandeling evenwel kortweg anarchisten. Het spreekt namelijk vanzelf," aldus Malatesta, "dat anarchisten socialisten zijn. Die twee woorden betekenen hetzelfde", volgens Malatesta. Hoe kan dat? Wel, zegt Malatesta: "economische emancipatie (afschaffing van het eigendom) is onmogelijk zonder politieke emancipatie (afschaffing van de regering) en omgekeerd."
Al heel vroeg (1896), leert Malatesta, dat socialisme zonder anarchie zal leiden tot staatssocialisme (zie ook Bakoenin 1872). Anarchie zonder socialisme zal neerkomen op de overheersing van de sterksten. De combinatie van anarchisme en socialisme moet dus de ontwikkeling van twee verschijnselen tegengaan, te weten a) staatssocialisme en b) het recht van de sterkste. Dit vormt het centrum van aandacht in de verschillende uitwerkingen van het anarchisme.
De naamgeving aan het anarchistische streven blijkt historisch bepaald en is onvast. Dat is ook af te lezen aan de titel en inhoud van het boek van de in Rusland geboren anarchist Alexander Berkman.
Het anarchisme waarover hij spreekt, noemt hij ‘communist anarchism’. Het komt in de titel van zijn boek tot uitdrukking: The ABC of communist anarchism (New York, 1929). Dit anarchisme verwerpt de staat en elke andere vorm van opgelegd gezag; het spreekt zich uit voor collectieve eigendom van de productiemiddelen; het rekent op de vrijwillige samenwerking in gemeenschappelijk bezit. De verovering van de macht om dit ‘programma’ te realiseren ligt bij de bevolking zelf. Hiermee zet Berkman zich af tegen de Bolsjewiki uit zijn tijd (Lenin; de ‘voorhoedepartij’).
In de Nederlandse vertaling van het genoemde boek, die uit 1935, wordt de term ‘communist anarchism’ vertaald met sociaal-anarchisme. In de laatste Nederlandse vertaling, die van 2003, wordt ‘communistisch anarchisme’ gebruikt, terwijl de titel kortweg luidt: ABC van het anarchisme.
Ook Anton Constandse gebruikt de term sociaal-anarchisme. In dat geval in een bijdrage die over Max Stirner en het individualisme gaat. Met de term sociaal-anarchisme geeft Constandse aan dat het om een anarchisme gaat waarin wordt gepoogd “vrijheid en collectiviteit, enkeling en ‘massa’ te verzoenen. Het wil de kloof daartussen zo klein mogelijk, de tegenstelling zo dragelijk mogelijk maken, het nodeloos leed uitdelgen, het sadisme uit ons cultuurpatroon verwijderen”.

## Stromingen
De diversiteit ontstaat door verschillen in nadruk op bijzondere elementen. Dat kan zijn vanwege de bijzondere situatie (werk; scholing; milieu) of de voorgestelde methodes van uitwerking van ideeën (revolutie of evolutie; enkele grote stappen / vele kleine stappen). Hierbij speelt dan ook steeds de discussie over de doel-middel relatie. Met betrekking tot dit laatste geldt binnen het libertaire denken dat het doel nooit het middel heiligt. In het middel moet dus steeds het doel gloren.
Het sociaal-anarchisme kent door de bovenbedoelde diversiteit een aantal stromingen. Afhankelijk van de nadruk die men legt op bijvoorbeeld de vakbeweging, het individu of het milieu, levert dat op het anarchosyndicalisme, het individualistisch anarchisme, het libertair socialisme en het ecoanarchisme. Ook het pragmatisch anarchisme valt hieronder waar het verwijst naar de middelen en de praktische aanbevelingen om libertaire doelstellingen te bereiken. Het gaat om kleine, maar haalbaar geachte stappen ter realisering van libertair gedachtegoed.
Men kan het vervolgens hebben over constructief anarchisme als men nadrukkelijk een schets geeft van de elementen waaruit een libertair georganiseerde samenleving zal (moeten) bestaan. Het gaat dan om de organisatorische aspecten van het sociale en politieke leven overeenkomstig libertaire denkbeelden.
De verschillende stromingen hebben zich al in een ver verleden getoond als even zovele bewegingen.

## Sociaal-culturele emancipatiebewegingen
Wat de verschillende stromingen aangaat, spreekt Hans Ramaer in zijn bijdrage getiteld Anarchisme in Nederland over sociaal-culturele emancipatiebewegingen in het begin van de vorige eeuw. Hij noemt er een aantal: de antimilitaristische beweging, de syndicalistische beweging, het christenanarchisme, de vrijdenkersbeweging, de beweging voor de seksuele hervorming en de koloniebeweging.
Hier geldt ook weer dat een beweging zich als ‘single issue’ beweging voordoet, maar dat er tegelijk een overkoepeling plaatsvindt. Zo zijn de christenanarchisten erg actief in de koloniebeweging. Hoe verschillend de bewegingen onderling ook zijn, de meeste vinden elkaar wel in het antimilitarisme.
Deze hervormingsbewegingen worden alle gedreven door verzet tegen bestaande maatschappelijke (sociale, economische, politieke) verhoudingen en toestanden. Door middel van hun specifieke activiteit willen zij een voorbeeld stellen: men kan in verzet komen (dienstweigering), men kan anders leven (kolonies; libertaire scholen).

## Verschil tussen sociaal- en individueel-anarchisme?
Gelet op de terminologie lijkt er een aanmerkelijk verschil te bestaan tussen sociaal- en individueel-anarchisme. Toch kan het ook hier om een verschil in nadruk gaan. Zo beveelt de sociaal anarchist Malatesta, in 1924, de lezing aan van het boek van de individueel anarchist E. Armand, getiteld L’Initiation individualiste anarchiste (1923). Bij het lezen van dit boek vraagt men zich af, aldus Malatesta, waarom Armand voortdurend spreekt van ‘anarchistisch individualisme’ als een bepaalde leer, terwijl hij over de hele linie niets anders doet dan spreken over beginselen die anarchisten van alle richtingen gemeen hebben.
Het anarchisme van de Franse individueel-anarchist Emile Armand (pseudoniem voor Ernest Juin; 1872-1962) rust op twee pijlers: 1) de vorming van het individuele geweten en 2) de onafgebroken propaganda voor de libertaire zaak. Zonder dat zal de maatschappij nooit libertair worden. Een van de door Armand voorgestane propagandamiddelen betrof het communewezen, zoals zich dat begin vorige eeuw in Frankrijk ontwikkelde (de kringen van de ‘Milieux libres’). Na de Tweede Wereldoorlog hield Armand zich vooral met de ideeën van Max Stirner bezig.
Ook bij Berkman vindt men in zijn genoemde boek een overdenking van het verschil tussen sociaal-anarchisme en individueel anarchisme. Een van de punten van onderscheid die Berkman introduceert is, dat de individueel anarchisten niet in de revolutie geloven. De bestaande maatschappij moet zich in hun visie geleidelijk ontwikkelen tot een niet-gouvernementele (staatloze) maatschappij. Maar ligt daar werkelijk een verschil?
Het sociaal-anarchisme in de tijd van Berkman mikt dan wel op een ‘revolutie’ voor de invoering van de libertaire maatschappij-orde, maar dat lukt alleen, zegt Berkman, als alle arbeiders verenigd zijn. Het is dus een zaak van zeer velen en in alle landen. Berkman zegt dan ook dat de sociale revolutie niet een incident is, niet als een plotseling gebeuren moet worden begrepen. Ideeën veranderen niet plotseling, ze groeien langzaam, geleidelijk. Evolutie wordt tot revolutie (pag. 67-68, vertaling 2003; p. 218-219, vertaling 1935). Het verschil tussen sociaal- en individueel-anarchisme verdwijnt wat dit punt betreft achter het idee van de evolutie. In de tijd gezien gaat het dus om een permanent verzet.
Daarnaast zou Berkman's definitie van het verschil tussen sociaal-anarchisme en individueel-anarchisme betekenen dat Pierre-Joseph Proudhon geen sociaal-anarchist was, want hij was voorstander van de evolutionaire weg naar het anarchisme door middel van mutualistische ruilbanken.
Iemand die in de anarchistische kring wellicht het krachtigst het individuele verzet tegen de bestaande maatschappij heeft verwoord, is Max Stirner. Het gaat om een ‘guerrilla’ van de enkeling tegen de gemeenschap, zo typeert Constandse de opvatting van Stirner. Hierin vindt men het individualistische anarchisme terug. Het fundeert vooral non-conventioneel gedrag. Het komt vooral in antimilitarisme en dienstweigering tot uiting, maar ook in de koloniebeweging, de beweging van de vrije liefde.
Het individualistische anarchisme onderscheidt zich daarbij dat het zich los wil maken van de ‘massa’. Het wil in eigen levenshouding en praktijk het anarchisme al waar maken en zodoende een voorbeeld geven. Rudolf de Jong wijst er in zijn bijdrage getiteld Anarchisme als inspiratiebron dan op dat het christenanarchisme hetzelfde doet. Dat geldt bijvoorbeeld ook voor de activiteiten van productieve associaties.
Ogenschijnlijk is het tegenstrijdig als men individueel anarchisten bij de anarchistische communes en productieve associaties tegenkomt. Wat hen trekt, aldus Rudolf de Jong, is de idee een voorbeeld te geven, waarbij men niet hoeft te wachten op de grote massa en de revolutie. Dit is de repeterende gedachte. Tevens streeft men in het individualistische anarchisme gemeenschappelijke doelen na. De individualisten zullen elkaar ‘benutten’ en aldus staan ze sterker, zo vat Anton Constandse in zijn genoemde bijdrage het in de woorden van Stirner samen.